# William Petersson
Reinhold William Eugen Petersson, posteriorment Björneman (Mörbylånga, comtat de Kalmar, 6 d'octubre de 1895 - Kalmar, 10 de maig de 1965) fou un atleta suec, guanyador de dues medalles olímpiques el 1920.
El 1920 va prendre part en els Jocs Olímpics d'Anvers, on disputà dues proves del programa d'atletisme. En la del salt de llargada guanyà la medalla d'or, amb un millor salt de 7m 15 cm, per davant de Carl Johnson i Erik Abrahamsson. En la cursa del 4x100 metres relleus, formant equip amb Agne Holmström, Sven Malm i Nils Sandström, guanyà la medalla de bronze.
En el seu palmarès també destaquen quatre campionats suecs de salt de llargada els anys 1918 a 1920 i 1924.

## Millors marques
- 100 metres. 10.8" (1919)
- salt de llargada. 7m 39 cm (1924)
- triple salt. 13m 85 cm (1915)[3]